# 15. prosinec
15. prosinec je 349. den roku podle gregoriánského kalendáře (350. v přestupném roce). Do konce roku zbývá 16 dní.
15. prosince v posledních letech - 2024 (neděle) 2023 (pátek) 2022 (čtvrtek) 2021 (středa) 2020 (úterý) 2019 (neděle) 2018 (sobota) 2017 (pátek) 2016 (čtvrtek) 2015 (úterý) 

## Události

### Česko
- 1938 – Druhá republika: Národní shromáždění schválilo zmocňovací zákon, který umožňoval vládě nahrazovat zákony vládními nařízeními a měnit ústavu, což znamenalo zánik demokracie v Československu.
- 1993 – V České republice byla dána do oběhu bankovka dosud nejvyšší nominální hodnoty – 5 000 Kč.

### Svět
- 1791 – Základní listina práv byla přijata a stala se součástí ústavy USA.
- 1944 – Letadlo amerického swingového hudebníka Glenna Millera se ztratilo nad Lamanšským průlivem.
- 1965 – V rámci programu Gemini došlo k prvnímu setkání dvou kosmických lodí ve vesmíru.
- 1995 – Bosmanovo pravidlo: Evropský soudní dvůr umožnil fotbalistům přestupovat po skončení kontraktu bez nutnosti placení náhrady jejich dosavadním klubům.
- 2000 v 13:16 Černobylská jaderná elektrárna. V tento den došlo k vypnutí posledního reaktoru RBMK-1000 v Černobylu
- 2013 – Začala občanská válka v Jižním Súdánu.

## Narození
Automatický abecedně řazený seznam viz Kategorie:Narození 15. prosince

### Česko
- 1852 – Felix Téver, (Anna Lauermannová), spisovatelka († 17. června 1932)
- 1855 – Josef Klička, varhaník, houslista, hudební skladatel a pedagog († 28. března 1937)
- 1856 – Karl Heinrich Alberti, pedagog a kronikář Aše († 1953)
- 1859 – Jan Koloušek, československý národohospodář a politik († 9. května 1921)
- 1862 – Jan Minařík, malíř († 26. května 1937)
- 1870
  - Dobroslav Orel, hudební vědec († 18. února 1942)
  - Josef Hoffmann, český a rakousky architekt a designér († 7. května 1956)
- 1876 – Hans Jokl, československý politik německé národnosti († 3. února 1935)
- 1878 – Jaroslav Stejskal, československý politik († 24. dubna 1945)
- 1891 – Josef Quido Lexa, učitel a hudební skladatel († 6. ledna 1925)
- 1893 – Josef Sedláček, československý fotbalový reprezentant († 15. ledna 1985)
- 1900 – Emanuel Famíra, sochař a malíř († 6. ledna 1970)
- 1916 – Petr Uruba, pilot († 1. března 2009)
- 1917 – Osvald Döbert, architekt († 16. června 1999)
- 1920 – Vlastimil Brodský, herec († 20. dubna 2002)
- 1922 – Vasil Korol, válečný veterán rusínské národnosti († 14. února 2015)
- 1924 – Quido Adamec, hokejový rozhodčí († 22. července 2007)
- 1931 – Evald Schorm, filmový a divadelní režisér († 14. prosince 1988)
- 1949 – Josef Alois Náhlovský, herec, komik a bavič († 7. dubna 2022)
- 1951 – Zdeněk Kabelka, lékař, pediatr a otorhinolaryngolog († 24. března 2014)
- 1952 – František Schildberger, básník, publicista
- 1953 – Jaroslav Monte Kvasnica, spisovatel, cestovatel a popularizátor přírody
- 1954 – Zdeněk Zelenka, scenárista, dramatik a režisér
- 1972 – Ester Janečková, herečka a moderátorka

### Svět

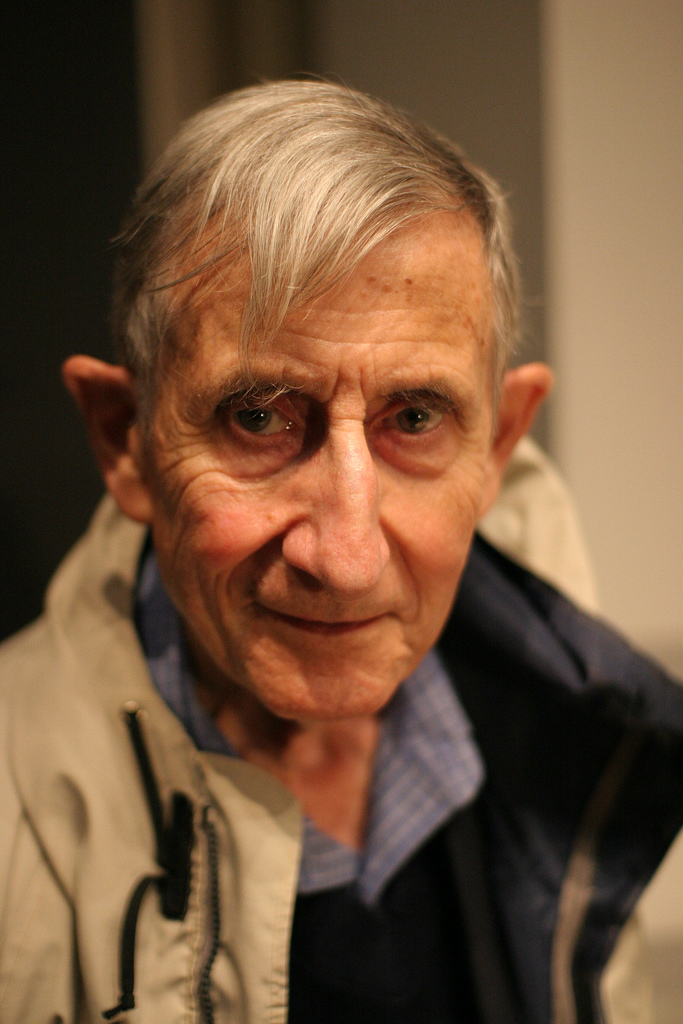
Freeman Dyson (* 1923)

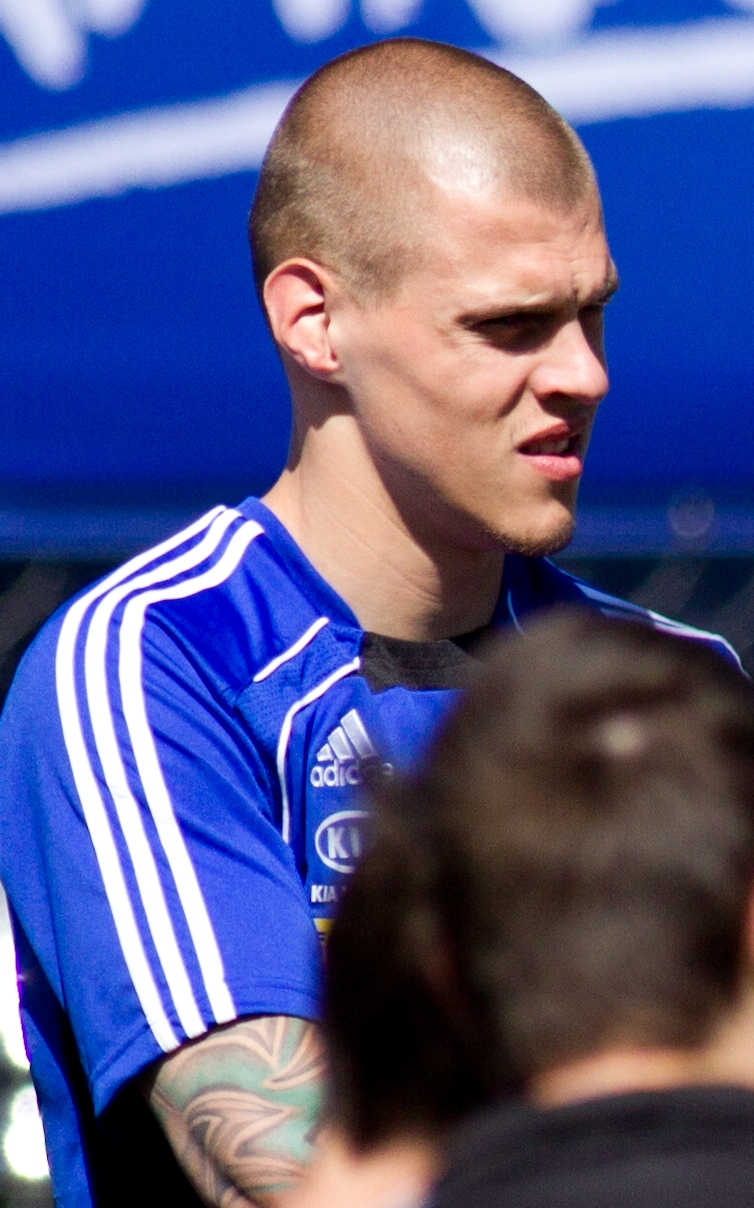
Martin Škrtel (* 1984)

- 0037 – Nero, římský císař († 9. června 68)
- 0130 – Lucius Verus, římský císař († 169)
- 1447 – Albrecht IV. Bavorský, bavorsko-mnichovský vévoda († 18. března 1508)
- 1567 – Christoph Demantius, německý hudební skladatel, spisovatel a básník († 20. dubna 1643)
- 1667
  - Arnošt Ludvík Hesensko-Darmstadtský, hesensko-darmstadtský lankrabě († 12. září 1739)
  - Floriano Arresti, italský barokní hudební skladatel († ? 1717)
- 1719 – Ludvík IX. Hesensko-Darmstadtský, německý šlechtic († 6. dubna 1790)
- 1732 – Carl Gotthard Langhans, německý stavitel († 1. září 1808)
- 1749 – Alois Ugarte, rakouský úředník a státník († 18. listopadu 1817)
- 1768 – Marie Anna Viktorie Portugalská, portugalská princezna a infantka († 2. listopadu 1788)
- 1794 – František Leopold Habsbursko-Lotrinský, rakouský arcivévoda a toskánský princ († 18. května 1800)
- 1800 – Josef Kriehuber, rakouský malíř a litograf († 30. května 1876)
- 1802 – János Bolyai, maďarský matematik († 27. ledna1860)
- 1824 – Juliusz Kossak, polský malíř († 3. února 1899)
- 1832 – Gustave Eiffel, francouzský konstruktér a architekt († 27. prosince 1923)
- 1838 – Gustav Neumann, německý šachový mistr († 16. února 1881)
- 1852 – Henri Becquerel, francouzský fyzik, nositel Nobelovy ceny († 25. srpna 1908)
- 1855 – Grigorij Goldenberg, ruský revolucionář († 15. července 1880)
- 1858 – Johannes Lepsius, německý evangelický teolog a orientalista († 3. února 1926)
- 1859 – Ludvík Lazar Zamenhof, tvůrce esperanta († 14. dubna 1917)
- 1861 – Pehr Evind Svinhufvud, finský prezident († 29. února 1944)
- 1866 – René Quinton, francouzský fyziolog a průkopník letectví († 9. července 1925)
- 1869 – Myra Albert Wigginsová, americká malířka a fotografka († 13. ledna 1956)
- 1890 – Harry Babcock, americký olympijský vítěz ve skoku o tyči († 15. června 1965)
- 1899 – Harold Abrahams, britský sprinter, olympijský vítěz v běhu na 100 metrů z roku 1924 († 14. ledna 1978)
- 1902 – Fritz Machlup, rakouský ekonom († 30. ledna 1983)
- 1903 – Alžběta Helena Thurn-Taxis, thurn-taxiská princezna, míšeňská markraběnka a titulární saská královna († 22. října 1976)
- 1907 – Oscar Niemeyer, brazilský architekt († 5. prosince 2012)
- 1910 – John H. Hammond, americký hudební producent († 10. července 1987)
- 1911 – Stan Kenton, americký jazzový klavírista a hudební skladatel († 25. srpna 1979)
- 1913 – Walt Ader, americký automobilový závodník († 25. listopadu 1982)
- 1914 – Arthur Troop, zakladatel Mezinárodní policejní asociace († 30. listopadu 2000)
- 1915 – Simcha Erlich, izraelský politik († 19. června 1983)
- 1916 – Maurice Wilkins, anglický molekulární biolog původem z Nového Zélandu, laureát Nobelovy ceny († 5. října 2004)
- 1919
  - Åke Seyffarth, švédský rychlobruslař, olympijský vítěz († 1. ledna 1998)
  - Tommy Durden, americký kytarista a autor písní († 17. října 1999)
- 1923
  - Freeman Dyson, britský teoretický fyzik a matematik († 28. února 2020)
  - Viktor Šuvalov, sovětský reprezentační hokejista († 19. dubna 2021)
  - Uziel Gal, izraelský konstruktér samopalu Uzi († 7. září 2002)
- 1926
  - Sergej Usačev, slovenský fyzik českého původu († 8. prosince 1996)
  - Emmanuel Wamala, ugandský kardinál
- 1928 – Friedensreich Hundertwasser, rakouský architekt, grafik a malíř († 19. února 2000)
- 1929 – Barry Harris, americký klavírista († 8. prosince 2021)
- 1931 – Ladislav Švihran, slovenský spisovatel († 22. září 2022)
- 1933 – Řehoř III. Laham, melchitský řeckokatolický patriarcha Antiochie
- 1934
  - Mohamed Farrah Aidid, samozvaný somálský vůdce († 1. srpna 1996)
  - Abdullahi Yusuf Ahmed, somálský politik a bývalý prezident země († 23. března 2012)
  - Curtis Fuller, americký jazzový pozounista a hudební skladatel († 8. května 2021)
  - Stanislav Šuškevič, předseda běloruského Nejvyššího sovětu († 3. května 2022)
  - Raina Kabaivanska, bulharská operní pěvkyně
- 1935 – Dannie Richmond, americký bubeník († 15. března 1988)
- 1936 – Eddie Palmieri, americký klavírista  († 6. srpna 2025)
- 1937 – John Thomas Sladek, americký spisovatel vědeckofantastické literatury († 10. března 2000)
- 1938 – Fred Anton Maier, norský rychlobruslař, olympijský vítěz († 9. června 2015)
- 1939 – Jimmy Justice, anglický zpěvák
- 1942 – Dave Clark, anglický hudebník, skladatel a producent
- 1944
  - Morgan Paull, americký herec († 17. července 2012)
  - Chico Mendes, brazilský ekologický aktivista, politik († 22. prosince 1988)
- 1946
  - Carmine Appice, americký rockový hudebník a zpěvák italského původu
  - Piet Schrijvers, nizozemský fotbalista, brankář († 7. září 2022)
- 1949
  - Sergej Novikov, ruský judista, olympijský vítěz z roku 1976 († 16. dubna 2021)
  - Don Johnson, americký herec
- 1954 – Alex Cox, britský režisér
- 1955
  - Paul Simonon, britský hudebník (The Clash)
  - Vinko Gorenak, slovinský politik
- 1960 – Tadeusz Buk, velitel polských pozemních vojsk († 10. dubna 2010)
- 1961 – Nick Beggs, britský zvukový inženýr, hráč na basovou kytaru a Chapman Stick
- 1970 – Frankie Dettori, italský žokej
- 1972 – Stuart Townsend, irský herec
- 1976 – Roger García, španělský fotbalista
- 1978
  - Henrieta Nagyová, slovenská tenistka
  - Christophe Rochus, belgický tenista
- 1979 – Adam Brody, americký herec
- 1981 – Roman Pavljučenko, ruský fotbalista
- 1983 – Jamie Heaslip, irský ragbista
- 1984 – Martin Škrtel, slovenský fotbalista
- 1985 – André-Pierre Gignac, francouzský fotbalista
- 1980 – Dušan Mravec, slovenský malíř
- 1997 – Maude Apatowová, americká herečka

## Úmrtí
Automatický abecedně řazený seznam viz Kategorie:Úmrtí 15. prosince

### Česko

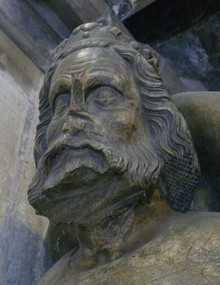
Přemysl Otakar I. († 1230; král)

- 1230 – Přemysl Otakar I., kníže a král (* asi 1155)
- 1781 – Anna Františka Hatašová, operní pěvkyně (* 26. května 1728)
- 1822 – Jan Jeltsch, kanovník litoměřické kapituly (* 9. ledna 1756)
- 1848 – Dominik František Kynský, učitel, kněz, básník a překladatel (* 4. října 1777)
- 1859 – Václav Kára, katolický duchovní (* 7. září 1782)
- 1882 – Anna Dvořáková, matka skladatele Antonína Dvořáka (* 7. února 1820)
- 1917 – Karl Schücker, český politik německé národnosti (* 27. prosince 1836)
- 1924 – Emil Ott, právník, rektor Univerzity Karlovy (* 30. dubna 1845)
- 1937 – Albert Redlhammer mladší, podnikatel v sklářském a bižuterním průmyslu (* 15. listopadu 1858)
- 1944 – Josef Sousedík, podnikatel a vynálezce (* 18. prosince 1984)
- 1954 – Frank Tetauer, dramatik a spisovatel (* 31. března 1903)
- 1959 – Arnošt Dittrich, astronom (* 23. července 1878)
- 1968 – Marie Dušková, dělnická spisovatelka (* 6. října 1903)
- 1975 – Bohumír Podlezl, čs. legionář, brigádní generál (* 8. listopadu 1897)
- 1977 – Adolf Schneeberger, fotograf (* 14. června 1897)
- 1978 – Ctibor Blattný, botanik a fytopatolog (* 8. září 1897)
- 1987 – Bohumil Říha, spisovatel (* 27. února 1907)
- 1992 – Josef Rybák, spisovatel (* 1. května 1904)
- 1993 – Arnošt Kubeša, národopisec a sběratel lidových písní (* 26. ledna 1905)
- 1995
  - Jan Říha, československý fotbalový reprezentant (* 11. listopadu 1915)
  - Miroslav Katětov, matematik (* 17. března 1923)
- 2002 – Vlastimil Ševčík, právník, ústavní soudce a politik (* 2. září 1927)
- 2005 – Jiřina Hauková, básnířka a překladatelka (* 27. ledna 1919)
- 2007 – Jaroslava Lukešová, akademická sochařka (* 3. března 1920)
- 2009 – Milena Müllerová, sportovní gymnastka, olympijská vítězka (* 9. června 1923)
- 2012 – Eduard Saul, ministr hutnictví a těžkého průmyslu Československa (* 8. března 1929)
- 2022 – Marie Švirgová, folkloristka a malérečka (* 2. července 1936)

### Svět

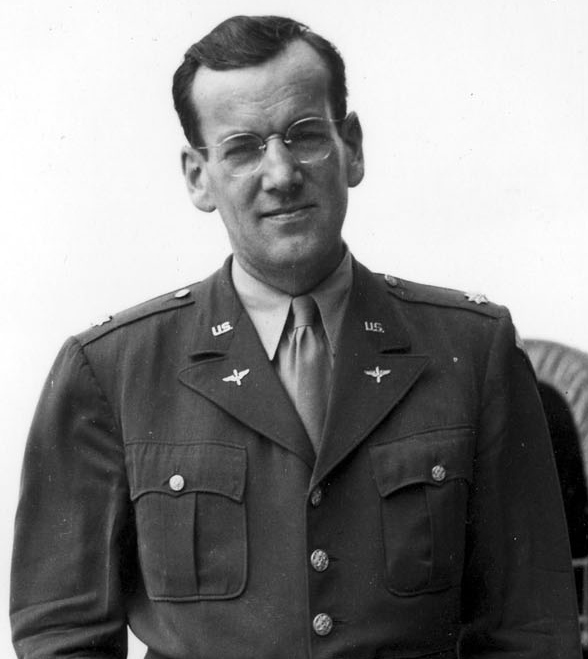
Glenn Miller († 1944)

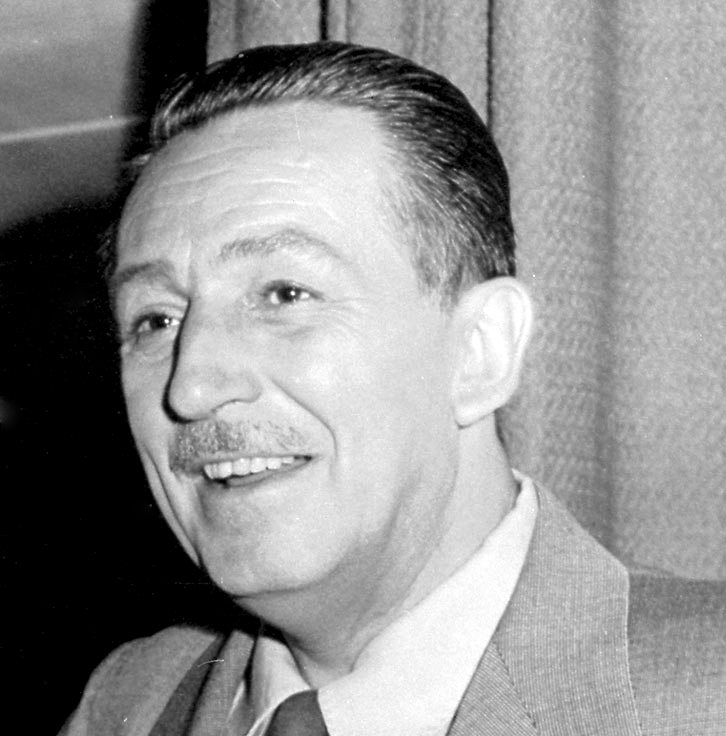
Walt Disney († 1966)

- 1025 – Basileios II., byzantský císař (* 958)
- 1263 – Haakon IV., norský král (* 1204)
- 1317 – Marie Bytomská, uherská a chorvatská královna (* před r. 1295)
- 1574 – Selim II., osmanský sultán (* 30. května 1524)
- 1618 – Anna Tyrolská, císařovna, česká a uherská královna jako manželka Matyáše Habsburského (* 4. října 1585)
- 1673 – Margaret Cavendishová, anglická šlechtična, spisovatelka a filozofka (* 1623)
- 1675 – Jan Vermeer, nizozemský barokní malíř (* 31. října 1632)
- 1676 – Marie Markéta z Ditrichštejna, hraběnka z Ditrichštejna, princezna z Montecuccoli (* 18. dubna 1637)
- 1760 – Leopold II. Fridrich z Egkhu, německý církevní hodnostář, olomoucký biskup (* 14. května 1696)
- 1762 – Vito Maria Amico, italský historik a politik (* 15. února 1697)
- 1775 – Jelizaveta Alexejevna Tarakanovová, falešná uchazečka o ruský trůn (* 1745)
- 1792 – Joseph Martin Kraus, německý skladatel činný ve Švédsku (* 20. června 1756)
- 1830 – Moritz Kellerhoven, rakouský malíř a rytec (* 1758)
- 1849 – Ferdinand Karel Viktor Rakouský-Este, rakouský arcivévoda a modenský princ (* 20. července 1821)
- 1851 – Gülcemal Kadınefendi, konkubína osmanského sultána Abdülmecida I. (* 1826)
- 1852 – Józef Damse, polský skladatel (* 26. ledna 1789)
- 1854 – Kamehameha III., havajský král (* 11. srpna 1813)
- 1857 – George Cayley, britský konstruktér kluzáků (* 27. prosince 1773)
- 1875 – Maximin Giraud, vizionář mariánského zjevení v La Salettě (* 26. srpna 1835)
- 1885 – Ferdinand II. Portugalský, portugalský král (* 29. října 1816)
- 1888 – Alexandr Hesensko-Darmstadtský, hesenský princ, zakladatel rodu Battenbergů (* 15. července 1823)
- 1890
  - Sisinio de Pretis, předlitavský státní úředník a politik (* 14. února 1828)
  - Sedící býk, indiánský náčelník kmene Siouxů (zastřelen) (* 1831)
- 1891 – Zikmund Habsbursko-Lotrinský, rakouský arcivévoda, vnuk císaře Leopolda II. (* 7. ledna 1826)
- 1899 – Alberto Pasini, italský malíř (* 3. září 1826)
- 1900 – Valentin Oswald Ottendorfer, americký tiskový magnát, mecenáš (* 12. února 1826)
- 1904 – Mélanie Calvatová, vizionářka mariánského zjevení v La Salettě (* 7. listopadu 1831)
- 1907 – Karola Vasa-Holstein-Gottorpská, saská královna (* 5. srpna 1833)
- 1908 – Rudolf z Lichtenštejna, rakouský šlechtic a generál (* 18. dubna 1838)
- 1909 – Francisco Tárrega, španělský kytarista a hudební skladatel (* 21. listopadu 1852)
- 1913 – Karl Wilhelm Diefenbach, německý symbolistický malíř (* 21. února 1851)
- 1932 – Josip Vancaš, chorvatský architekt (* 22. března 1859)
- 1934 – Gustave Lanson, francouzský literární kritik (* 5. srpna 1857)
- 1938
  - George R. Lawrence, americký fotograf (* 24. února 1868)
  - Valerij Čkalov, sovětský letec (* 2. února 1904)
- 1944 – Glenn Miller, americký jazzový hudebník (* 1. března 1904)
- 1951 – Eric Drummond, britský diplomat, první generální tajemník Společnosti národů (* 17. srpna 1876)
- 1952 – Karol Šmidke, slovenský komunistický politik (* 21. ledna 1897)
- 1954 – Liberty Hyde Bailey, americký botanik (* 15. března 1858)
- 1955 – Horace McCoy, americký spisovatel a scenárista (* 14. dubna 1897)
- 1958 – Wolfgang Pauli, švýcarský fyzik (* 25. dubna 1900)
- 1962 – Charles Laughton, britský herec, režisér a producent (* 1. července 1899)
- 1966
  - Želmíra Gašparíková, slovenská jazykovědkyně (* 18. ledna 1901)
  - Walt Disney, americký filmový producent, režisér, scenárista, dabér, animátor, podnikatel a filantrop (* 5. prosince 1901)
- 1968 – Miloš Alexander Bazovský, slovenský malíř a grafik (* 11. ledna 1899)
- 1970 – Ernest Marsden, novozélandský fyzik (* 19. února 1889)
- 1977 – Aleksandr Galič, ruský básník, scenárista, dramatik, písničkář a disident (* 19. října 1918)
- 1980 – Alvin W. Gouldner, americký sociolog (* 29. července 1920)
- 1981 – Sam Jones, americký kontrabasista a violoncellista (* 12. listopadu 1924)
- 1987 – Ivo Lapenna, chorvatský profesor mezinárodního práva a dějin diplomacie a esperantista (* 5. listopadu 1909)
- 1991
  - Samuel Falťan, slovenský historik a politik (* 22. února 1920)
  - Vasilij Zajcev, sovětský odstřelovač z druhé světové války (* 23. března 1915)
  - Alexandr Mironov, běloruský sovětský spisovatel (* 23. listopadu 1910)
- 1992 – Sven Delblanc, švédský spisovatel (* 26. května 1931)
- 2001 – Rufus Thomas, americký zpěvák (* 26. března 1917)
- 2006 – Clay Regazzoni, švýcarský automobilový závodník (* 5. září 1939)
- 2007 – Jean Bottéro, francouzský asyriolog (* 30. srpna 1914)
- 2010
  - Rachel Bromwichová, britská filoložka (* 30. července 1915)
  - Blake Edwards, americký herec, scenárista, režisér a producent (* 26. července 1922)
  - Imre Polyák, maďarský zápasník, olympijský vítěz (* 16. dubna 1932)
- 2011 – Bob Brookmeyer, americký jazzový pozounista, pianista a skladatel (* 19. prosince 1929)
- 2013 – Joan Fontaine, americko-britská herečka (* 22. října 1917)

## Svátky

### Česko
- Radana
- Radan
- Dětřich
- Zderad

### Svět
- Zamenhofův den

| 15. prosinec v pražském KlementinuÚdaje jsou platné k 8. 7. 2025. | 15. prosinec v pražském KlementinuÚdaje jsou platné k 8. 7. 2025. | 15. prosinec v pražském KlementinuÚdaje jsou platné k 8. 7. 2025. |
| minimum                                                           | denní průměr                                                      | maximum                                                           |
| ----------------------------------------------------------------- | ----------------------------------------------------------------- | ----------------------------------------------------------------- |
| −21,5 °C (1840)                                                   | 1,8 °C (od 1961)                                                  | 13,6 °C (2019)                                                    |